# 마쓰모토 료타
마쓰모토 료타(일본어: 松本 怜大, 1990년 11월 21일 ~ )는 일본의 전 축구 선수이다.

## 구단 경력
그는 2013년부터 2022년까지 J리그의 콘사돌레 삿포로, FC 마치다 젤비아, 몬테디오 야마가타에서 활동하였다.